# Erzbistum Accra
Das Erzbistum Accra (lateinisch Archidioecesis Accraënsis) ist eine in Ghana gelegene römisch-katholische Diözese mit Sitz in Accra. Es umfasst die Region Greater Accra Region.

## Geschichte
Papst Pius XII. gründete die Apostolische Präfektur Accra am 2. Dezember 1943 aus Gebietsabtretungen des Apostolischen Vikariates Goldküste. Mit der Apostolischen Konstitution Si evangelicos fructus  wurde sie am 12. Juni 1947 zum Apostolischen Vikariat erhoben.
Mit der Bulle Laeto accepimus wurde es am 18. April 1950 in den Rang eines Bistums erhoben und es wurde dem Erzbistum Cape Coast als Suffragandiözese unterstellt. Mit der Bulle Quae maiori wurde das Bistum am 6. Juli 1992 durch Papst Johannes Paul II. in den Rang eines Metropolitanerzbistums erhoben. Am selben Tag verlor es einen Teil seines Territoriums zugunsten der Errichtung des Bistums Koforidua.

## Ordinarien

### Apostolischer Präfekt von Accra
- Adolph Alexander Noser SVD (27. Oktober 1944 – 12. Juni 1947)

### Apostolischer Vikar von Accra
- Adolph Alexander Noser SVD (12. Juni 1947 – 18. April 1950)

### Bischöfe von Accra
- Adolph Alexander Noser SVD (18. April 1950 – 8. Januar 1953, dann Apostolischen Vikar von Alexishafen)
- Joseph Oliver Bowers SVD (8. Januar 1953 – 16. Januar 1971, dann Bischof von Saint John’s)
- Dominic Kodwo Andoh (3. Juli 1971 – 6. Juli 1992)

### Erzbischöfe von Accra
- Dominic Kodwo Andoh (6. Juli 1992 – 30. März 2005)
- Gabriel Charles Palmer-Buckle (30. März 2005–11. Mai 2018, dann Erzbischof von Cape Coast)
- John Bonaventure Kwofie CSSp (seit 2. Januar 2019)

## Statistik
| Jahr | Bevölkerung | Bevölkerung | Bevölkerung | Priester   | Priester           | Priester         | Priester               | Ständige Diakone | Ordensleute | Ordensleute | Pfarreien |
| Jahr | Katholiken  | Einwohner   | %           | Gesamtzahl | Diözesan- priester | Ordens- priester | Katholiken je Priester | Ständige Diakone | männlich    | weiblich    | Pfarreien |
| ---- | ----------- | ----------- | ----------- | ---------- | ------------------ | ---------------- | ---------------------- | ---------------- | ----------- | ----------- | --------- |
| 1950 | 31.445      | 1.311.464   | 2,4         | 39         | 3                  | 36               | 806                    |                  | 8           | 23          |           |
| 1957 | 55.531      | ?           | ?           | 53         | 4                  | 49               | 1.047                  |                  | 8           | 43          | 5         |
| 1970 | 125.100     | 1.347.764   | 9,3         | 82         | 1                  | 81               | 1.525                  |                  | 115         | 87          | 22        |
| 1980 | 180.000     | 2.240.000   | 8,0         | 79         | 14                 | 65               | 2.278                  |                  | 110         | 109         | 24        |
| 1990 | 334.833     | 3.261.000   | 10,3        | 121        | 51                 | 70               | 2.767                  |                  | 95          | 136         | 41        |
| 1999 | 129.826     | 3.870.000   | 3,4         | 83         | 50                 | 33               | 1.564                  |                  | 53          | 62          | 27        |
| 2000 | 130.000     | 3.100.000   | 4,2         | 88         | 59                 | 29               | 1.477                  |                  | 49          | 52          | 25        |
| 2006 | 180.432     | 3.683.000   | 4,9         | 116        | 74                 | 42               | 1.555                  |                  | 75          | 88          | 51        |
| 2020 | 399.900     | 5.093.000   | 7,9         | 204        | 139                | 65               | 1.960                  |                  | 104         | 104         | 44        |